# モホーク語
モホーク語（モホークご、英: Mohawk language）は、イロコイ語族に属する言語である。話者はアメリカ合衆国（ニューヨーク州の主に西部および北部）およびカナダ（オンタリオ州南部、ケベック州南部）に居住するモホーク族の人々である。話者数はおよそ3千人である。

## 言語名別称
- モーホーク語
- カニエンケハカ語
- Kanien’kéha
- Kanien'kehaka

## 方言
モホーク語には、西部方言、中部方言、東部方言がある。